# Роуд Таун
Роуд Таун (на английски: Road Town) е столица на Британските Вирджински острови. Градът е разположен на остров Тортола на брега на южното крайбрежие в подковообразния залив Роуд Харбър. Населението му наброява 9400 души (2004).
Името на града произлиза от морския термин „англ. the roads“ – рейд. Тук плавателните съдове могат да стоят в тихи води недалеко от брега. В залива са отвоювани 67 акра земя за яхтеното пристанище Викхем Бей, превърнало се днес в център на туризма. Тук е и едно от най-важните пристанища за пребиваване на яхти в Карибско море. Най-старата сграда в града е бившия кралски затвор „Мейн стрийт“, който е построен през 1840 г.